# Der Seewolf

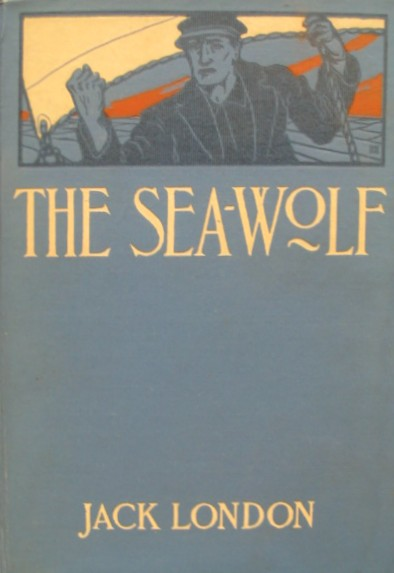
The Sea-Wolf, Erstausgabe

Der Seewolf (englischer Originaltitel The Sea-Wolf) ist ein 1904 erstmals erschienener Roman des amerikanischen Schriftstellers Jack London (1876–1916). Das Buch wurde sogleich zum Bestseller.

## Inhalt
Der Seewolf erzählt die Geschichte des Schöngeists Humphrey van Weyden, der bei einem Schiffsunglück auf dem Weg von Sausalito nach San Francisco über Bord geht und von dem Robbenschoner „Ghost“ gerettet wird. Wolf Larsen, der Kapitän, ein Mann von großer physischer Stärke und Brutalität, terrorisiert die Mannschaft. Zugleich ist er aber auch hochintelligent und hat sich seine eigene Philosophie nach sozial-darwinistischen Grundsätzen geschaffen. Menschen sind für ihn „Stücke eines Gärteigs“ ohne Wert, deren Überlebenskampf er gerne zusieht; Streben nach Unsterblichkeit ist sentimentaler Unsinn, Altruismus eine Dummheit, die sich nur jemand leisten kann, der wie van Weyden in Wohlstand hineingeboren wurde.
Wolf Larsen spielt mit van Weyden, indem er ihn demütigt, als Küchenjungen arbeiten lässt und ihn später, ohne dass er seemännische Kenntnisse hätte, zum Steuermann macht. Van Weyden lernt, sich in dieser Welt zu behaupten und, wie Larsen feststellt, „endlich auf eigenen Füßen zu stehen.“
Im Laufe der Zeit gelingt es van Weyden, im Ansehen von Mannschaft und Kapitän aufzusteigen. In Letzterem findet er einen tiefgründigen Gesprächspartner, und auch wenn er seinen Argwohn gegenüber Larsen nie ganz ablegt, stellt sich so etwas wie ein Vertrauensverhältnis zwischen den beiden Männern ein. Ihre Beziehung wird auf die Probe gestellt, als die „Ghost“ die schiffbrüchige Maud Brewster rettet. Wie van Weyden hält Larsen nun auch sie, eine humanistisch gebildete Autorin, gegen ihren Willen an Bord fest.
Schließlich verliebt sich van Weyden in Maud Brewster, und als Wolf Larsen sie eines Nachts sexuell bedrängt, sticht er mit einem Messer auf den Kapitän ein. Den beiden gelingt die Flucht in einem Rettungsboot, und nach wochenlanger Irrfahrt stranden sie auf einer unbewohnten Insel. Wochen später läuft auch die „Ghost“ auf dem Eiland auf. An Bord befindet sich nur noch ein einziges Besatzungsmitglied: Wolf Larsen. Seine Mannschaft wurde ihm von seinem konkurrierenden Bruder Tod Larsen – ebenfalls ein Robbenjäger – abgeworben, und man ließ ihn allein auf seinem nicht mehr seetüchtigen Schiff zurück.
Larsen ist inzwischen erblindet, wohl aufgrund eines Hirntumors. Er stellt keine echte Gefahr mehr dar. Van Weyden und Maud Brewster entschließen sich, das Schiff instand zu setzen, aber Larsen, der auf der Insel sterben will, sabotiert alle Reparaturarbeiten. Nach einem Versuch, van Weyden zu ermorden, bleibt Larsen rechtsseitig gelähmt. Van Weyden und Maud Brewster pflegen ihn, auch als er versucht, das Schiff in Brand zu setzen. Sein Zustand verschlechtert sich immer mehr, er verliert die Beweglichkeit der linken Seite. Immer wieder kommt es in dieser Zeit zu Diskussionen über die körperliche Kraft und den Wert der Seele. Um dieses Thema kreist auch das letzte Gespräch zwischen den beiden Männern. Wieder fragt van Weyden Larsen nach seiner Meinung zur Unsterblichkeit. Wolf Larsen, der inzwischen nach einem weiteren Schlaganfall kaum mehr sprechen kann, formuliert mit letzter Kraft seine Antwort „Quatsch.“
Van Weyden gelingt es, die „Ghost“ seetüchtig zu machen, und sie verlassen die Insel. Während eines schweren Sturms stirbt Wolf Larsen. Van Weyden übergibt ihn der See und setzt die Reise fort. In dem Augenblick, als ein Dampfer van Weyden und Maud Brewster findet und ihr Abenteuer glücklich überstanden ist, gestehen sie einander ihre Liebe und küssen sich zum ersten Mal.

## Hintergrund
In einem Brief vom 5. November 1915 an die Schriftstellerin Mary Hunter Austin schrieb London:

“Long years ago, at the very beginning of my writing career, I attacked Nietzsche and his super-man idea. This was in The Sea Wolf.  Lots of people read The Sea Wolf, no one discovered that it was an attack upon the super-man philosophy”

„Vor vielen Jahren, ganz am Anfang meiner Schriftstellerlaufbahn, griff ich Nietzsche und seine Vorstellung vom Übermenschen an. Das war im Seewolf.  Viele Leute haben den Seewolf gelesen, keiner hat entdeckt, dass er eine Attacke gegen die Übermensch-Philosophie war.“

Demnach wäre Wolf Larsen eine Verkörperung des nietzscheschen Übermenschen, den London im Verlauf der Erzählung als zwar beeindruckend, vor allem aber als niederträchtig darstellt, um ihn am Ende zu demontieren.

## Vorbilder
Vorbild für die Figur des Wolf Larsen war der amerikanische Kapitän Alexander McLean, den Jack London in der Kneipe Heinold’s First and Last Chance in Oakland kennenlernte.

## Verfilmungen
Der Roman wurde seit 1920 mehrfach verfilmt, jedoch mit unterschiedlichen Schwerpunkten in der Filmhandlung.

## Fürs Kino
- The Sea Wolf (USA, 1920), mit Noah Beery als Wolf Larsen und Tom Forman als Humphrey van Weyden.
- Das Höllenschiff (USA, 1926), mit Ralph Ince als Wolf Larsen und Theodore von Eltz als Humphrey van Weyden.
- The Sea Wolf (USA, 1930), mit Milton Sills als Wolf Larsen.
- Der Seewolf (USA, 1941), mit Edward G. Robinson als Wolf Larsen und Alexander Knox als Humphrey van Weyden unter der Regie von Michael Curtiz.
- Der Seewolf (USA, 1958), mit Barry Sullivan als Wolf Larsen und Peter Graves als Humphrey van Weyden.
- Der Seewolf (Deutschland, 1972), Kinofassung des ZDF-Vierteilers
- Der Seewolf (DDR, 1973), Kinofassung des ZDF-Vierteilers, geschnitten aus der zweiteiligen rumänischen Version
- Die Rache (DDR, 1974), Kinofassung des ZDF-Vierteilers, geschnitten aus der zweiteiligen rumänischen Version (2. Teil)
- Die Höllenfahrt (Italien, 1975), mit Chuck Connors als Wolf Larsen und Giuseppe Pambieri als Humphrey van Weyden.
- The Sea Wolf (USA, 1997), mit Stacy Keach als Wolf Larsen und Jaason Simmons als Humphrey van Weyden.

## Fürs Fernsehen
- Der Seewolf, 1971 – Abenteuervierteiler in deutsch/rumänisch/französischer Koproduktion mit Raimund Harmstorf als Wolf Larsen und Edward Meeks als Humphrey van Weyden unter anderem für den deutschen Fernsehsender ZDF. Gedreht wurde unter der Leitung von Wolfgang Staudte im Donaudelta in Rumänien.
- Morskoj volk (Russland, 1991), mit Liubomiras Lauciavicius als Wolf Larsen und Andrei Rudensky als Humphrey van Weyden.
- Der Seewolf (USA, 1993), mit Charles Bronson als Wolf Larsen und Christopher Reeve als Humphrey van Weyden.
- Der Seewolf (Deutschland, 2008), mit Thomas Kretschmann als Wolf Larsen und Florian Stetter als Humphrey van Weyden. Ausstrahlung als Fernseh-Zweiteiler auf ProSieben.
- Der Seewolf (Deutschland/Kanada, 2009), mit Sebastian Koch als Wolf Larsen und Stephen Campbell Moore als Humphrey van Weyden. Ausstrahlung als Fernseh-Zweiteiler im ZDF.

## Bühnenfassung
Das Theater Bielefeld zeigte im April 2016 die erste Bühnenfassung.

## Medien